# Space Needle
Space Needle visto do Volunteer Park
O Space Needle (Agulha do Espaço) é uma torre de observação localizada em Seattle, no estado de Washington, nos Estados Unidos.
A construção é um marco geodésico do Noroeste Pacífico, e um ícone da cidade de Seattle, construído no parque Seattle Center para a Feira Mundial de 1962, a qual atraiu mais de 2,3 milhões de visitantes. Cerca de 20.000 pessoas, por dia, usaram seus elevadores durante o evento.
Com 184m de altura, 42m de largura, e peso de 8.660 toneladas, a estrutura já foi a mais alta a oeste do rio Mississippi. Ela foi construída para suportar ventos de até 320 km/h e terremotos de até 9.0 de magnitude, e conta ainda com 25 para-raios.
O Space Needle possui uma plataforma de observação a 160m, e um restaurante giratório, SkyCity,  (atualmente fechado) a 150m. O centro de Seattle, bem como as Montanhas Olímpicas e a Cordilheira das Cascatas, o Monte Rainier, o Monte Baker, a Baía de Elliott e as ilhas vizinhas podem ser vistos do topo da torre.
Os quatro alicerces da torre, enterrados a 9 metros de profundidade, pesam mais de 5850 toneladas, colocando o centro de gravidade do obelisco a apenas 1 metro e meio do nível do chão. No topo do obelisco, a um nível de 152 metros do térreo, há um restaurante giratório que acomoda 300 pessoas, e gira 360 graus em uma hora.
Um elevador, que sobe à velocidade de 244 metros por minuto, leva os visitantes ao topo da torre em menos de 41 segundos. Como o elevador desce a uma velocidade de 16 quilômetros e a neve cai a 5 quilômetros por hora, quando o visitante descer no elevador do Obelisco Espacial durante uma nevasca, terá a sensação de que a neve está subindo em vez de caindo.

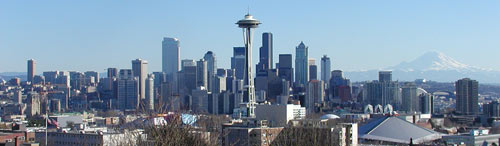
Space Needle